# Китаб ат-Тасриф

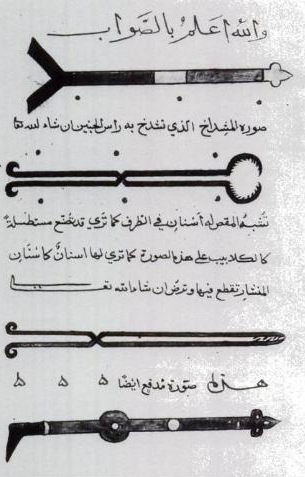
«Китаб ат-Тасриф».

Китаб ат-Тасриф (араб. كتاب التصريف لمن عجز عن التأليف‎) — 30-томная арабская энциклопедия о медицине и хирургии, написанная около 1000 года Абу-ль-Касимом аз-Захрави. На написание энциклопедии Захрави понадобилось более 50 лет. Она содержит информацию о широком спектре болезней, ран, медицинских состояний, видах лечения и хирургических процедур. В энциклопедии описано более 200 видов хирургических инструментов. «Китаб ат-Тасриф» использовалась хирургами вплоть до начала XVIII века. Отдельные описанные в ней хирургические практики используются поныне.

## Содержание
В энциклопедии освящён широкий спектр тем, в том числе хирургии, медицина, ортопедия, офтальмология, фармакология, вопросы правильного питания, ухода за зубами и новорождёнными, а также патологические состояния. Последний и самый известный том посвящён хирургии. По словам аз-Захрави, он решил сделать хирургию темой последнего тома потому, что она представляет собой высшую форму медицины и ей нельзя заниматься до тех пор, пока не ознакомишься со всеми другими областями медицины.

### О хирургии и инструментах

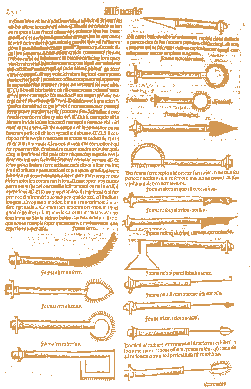
Страница из латинского перевода 1531 года, выполненного Петером Ангеллатой.

Последний, 30-й по счету, том «Китаб ат-Тасриф» имеет заголовок «О хирургии и инструментах». В нём изображён каждый инструмент, используемый в описанных в книге хирургических операциях, дабы сделать читателю ясным каждую деталь.
По словам аз-Захрави, в основе книги лежат знания, почерпнутые им из книг предшественников, а также приобретённые в ходе собственной практики.
В начале книги автор отмечает, что на написание его толкнула отсталость хирургии в исламском мире, а также её недооценённость медиками того времени. Аз-Захрави считает, что причиной этого является недостаток знаний в области анатомии, а также неправильное понимание человеческой физиологии.
Отмечая важность анатомии, он написал: «Прежде чем заниматься хирургией надо изучить анатомию и то, как работают органы, это нужно чтобы понять их форму, связи и границы. Необходимо изучить нервы, мускулы, кости, артерии и вены. Если не познать анатомию и физиологию, то можно совершить ошибку, которая приведёт к смерти пациента. Однажды я видел как пациенту сделали надрез на шее, пытаясь излечить его от абсцесса, но то была аневризма, и пациент сразу же умер».

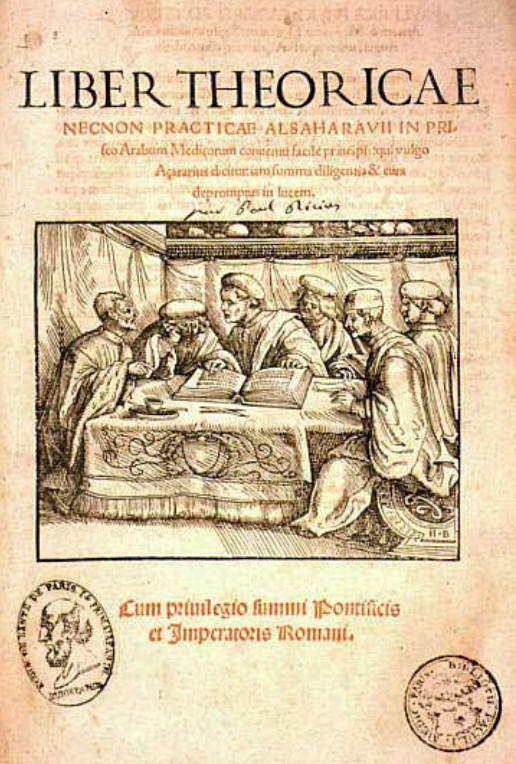
Первая страница латинского перевода «Китаб ат-Тасриф».

В XII веке Герард Кремонский перевёл книгу на латынь, вскоре она стала популярна в Европе и стала стандартным учебником во всех университетах, в том числе Салерно и Монпелье. В течение следующих 500 лет она оставалась основным источником по хирургии в Европе, и, по словам историка медицины Артуро Кастильони, «в хирургии занимала такое же место, как „Канон“ Авиценны в медицине».